# آتش دل (مجموعه تلویزیونی)
آتش دل یک مجموعه تلویزیونی محصول سال ۱۳۷۹ به کارگردانی فریال بهزاد، نویسندگی بهناز رضایی و تهیه‌کنندگی سید محسن طباطبایی‌پور می‌باشد که از شبکه پخش شد. این مجموعه در ۱۳ قسمت تهیه شد.
این مجموعه داستان زندگی هنرمند برجسته‌ای است که در شش سالگی پدرش را که از هنرمندان به نام قلمزنی است از دست می‌دهد، وی که حشمت الله نام دارد همراه با مادر و خواهرش زندگی را با مشقت و سختی می‌گذرانند. خانواده برای امرار معاش، حشمت را برای فراگیری حرفه قلمزنی راهی کارگاه شاگرد سابق پدری می‌کنند اما او که جای خالی پدر را در کارگاه تاب نمی‌آورد از آنجا فرار می‌کند.

## بازیگران
- جهانبخش سلطانی
- حسن اکلیلی
- سپهر آزادی
- سید محقق
- مینا فرامرزی
- افسانه هاشمی
- پروین ریاحی
- شیوا کیائی
- سید مرتضی حسینی